# Ejecutivo dual
Un ejecutivo dual es una modalidad de estructura del Poder Ejecutivo o Gobierno en el cual coexisten, en primer término, un jefe de Estado ( Presidente ) quien es la máxima autoridad del poder ejecutivo de una nación  y es la figura que unifica a todos los poderes de una nación , logrando así solidificar la democracia de la misma  y un Jefe de Gobierno, que funciona a través de un órgano colegiado llamado Gabinete o Consejo de Ministros a cuya cabeza se encuentra el llamado ( Canciller o primer ministro ) , que es el funcionario que efectivamente dirige la política interna de la Nación.  El Ejecutivo Dual es un fenómeno propio del parlamentarismo, mientras que el Ejecutivo Monista es propio del régimen presidencialista.
- Datos: Q5820569